# Huang Chung-Yi
Detta är ett kinesiskt namn; familjenamnet är Huang.
Huang Chung-Yi (förenklad kinesiska: 黄忠义; traditionell kinesiska: 黃忠義; pinyin: Huáng Zhōngyì), född den 12 oktober 1967 i Guangfu på Taiwan, är en före detta basebollspelare som tog silver vid olympiska sommarspelen 1992 i Barcelona. Han deltog även i olympiska sommarspelen 2004 i Aten, där Taiwan kom femma.